# Araeoncus tauricus
Araeoncus tauricus är en spindelart som beskrevs av Gnelitsa 2005. Araeoncus tauricus ingår i släktet Araeoncus och familjen täckvävarspindlar. Inga underarter finns listade i Catalogue of Life.